# Thư viện Công cộng Vancouver
Thư viện Công cộng Vancouver (Vancouver Public Library, VPL) là hệ thống thư viện công cộng lớn thứ hai tại Canada. Thư viện có khoảng hơn 2,8 triệu món văn hóa phẩm trong bộ sưu tập, 22 chi nhánh, 375.000 người sử dụng thẻ mượn sách, và gần 9 triệu món văn hóa phẩm được mượn hàng năm. Trung tâm quản trị, cũng là chi nhánh lớn nhất, được gọi là chi nhánh trung tâm, nằm trong Quảng trường Thư viện ở trung tâm thành phố Vancouver.

## Lịch sử
Năm 1869, người quản lý của Hastings Mill, J.A. Raymur, khởi đầu Viện Cơ học London, một phòng họp và thư viện cho các nhân viên nhà máy. Trong tháng 3 năm 1869, nó được đổi tên thành Viện Văn học Hastings để vinh danh thiếu tướng hải quân George Fowler Hastings. Không có hồ sơ chính thức của Viện văn học Hastings còn lại, nhưng người ta biết rằng tư cách thành viên theo đăng ký. Viện Văn học Hastings tiếp tục tồn tại cho đến khi khu vực Granville được thành lập như là một phần của thành phố mới của Vancouver vào ngày 06 tháng 4 năm 1886.
Sau đại hỏa hoạn Vancouver vào ngày 13 Tháng Sáu 1886, 400 cuốn sách từ văn học hiện nay không còn tồn tại Viện Hastings đã được tặng cho Phòng Đọc Vancouver mới được thành lập. Trong tháng 12 năm 1887, phòng đọc mở tại 144 phố Tây Cordova, trên Dunn Thomas và cửa hàng phần cứng Công ty. Nó còn được gọi là Thư viện miễn phí Vancouver và phòng Thư viện và phòng đọc miễn phí Vancouver.
Vào cuối thập niên 1890, Thư viện và phòng đọc miễn phí trong tòa nhà YMCA West Hastings đã trở nên quá tải. Trong thời gian này, nhà công nghiệp và nhà từ thiện Mỹ Andrew Carnegie đã cấp tiền để các thành phố và thị xã để xây dựng các thư viện. Trong năm 1901, thành phố Vancouver tiếp cận Carnegie về quyên góp tiền cho một thư viện mới để thay thế các không gian trong toà nhà YMCA.